# Csia Ji
Csia Ji (Jia Yi) (hagyományos kínai: 賈誼; egyszerűsített kínai: 贾谊, pinjin hangsúlyjelekkel: Jiǎ Yí, magyar népszerű: Csia Ji) (i. e. 200–169) kínai államférfi, költő a Han-dinasztia idején.

## Élete
Csia Ji (Jia Yi) már fiatalon kitűnt irodalmi tehetségével, közkedvelt esszéi, költeményei miatt tizennyolc éves korában Csia seng (Jia sheng), vagyis „Csia (Jia) diákként” (賈生 / 贾生) emlegették szülővidékén. Tehetségének köszönhetően pártfogói beajánlották a Han-dinasztia akkori uralkodójának, Ven (Wen) császár (ur. 180–157) udvarába, és hamarosan császári tanácsadóvá lépett elő. Udvari munkája során gyakorta került összeütközésbe az olyan, nála rangban és méltóságban magasabb hivatalnokokkal, mint Csou Po (Zhou Bo) 周勃 (? － i. e. 169) és Kuan Jin (Guan Ying) 灌嬰 / 灌婴 (? － i. e. 169).
Csia Ji (Jia Yi) és Csao Co (Chao Cuo) 晁錯 / 晁错 (kb. i. e. 200 － i. e. 154) (a másik császári főtanácsos) beadványban hívták fel az uralkodó figyelmét, a központi hatalmat meggyengítő „kiskirályok” hatalmának túlzott megerősödésére, s indítványozta befolyásuk visszaszorítását. Egy i. e. 176-ban tett beadványában a törvények túlságosan uniformizált alkalmazásának hátrányaira hívta fel a császár figyelmét, miszerint a császári méltóságban az uralkodóhoz közel állók társadalmi rangjukon vagy vérségi kötelékeiken keresztül részesülnek, ezért helyesebb lenne a magas rangú megóvni a szégyentől, ami elkerülhetetlen velejárója a közönséges büntetésnek.
Ekkoriban az ázsiai hunok (hsziung-nu (xiongnu)) olyannyira megerősödtek, hogy a Han-uralkodók kénytelenek voltak a megalkuvás (ho-csin (heqin); szó szerint: „béke és barátság” 和亲 /和親) politikáját folytatni velük szemben, melynek keretei között, minden évben gazdag ajándékokat küldet számukra. Csia Ji (Jia Yi) és Csao Co (Chao Cuo) ezt a megalkuvó politikát is több ízben élesen bírálta.
A konfuciánus erények eszmeiségétől fűtött bírálatai és kritikái miatt elveszítette főtanácsosi állását. I. e. 177-ben Csangsa (Changsha) hercegének udvari tanára (Csangsa Vang taj-fu (Changsha Wang taifu) 長沙王太傅 / 长沙王太傅) lett, de az ottani nedves, párás klíma nem tett jót az egészségének és közérzetének.
I. e. 173-ban Ven (Wen) császár visszahívta őt a fővárosba, hogy a misztikával kapcsolatos kérdésekről tárgyaljon vele. nem sokkal ezt követően kinevezte legkisebb fia Liu Ji (Liu Yi) 劉揖 / 刘揖 (? － i. e. 169) herceg tanárává.
I. e. 169-ben a diákja, a herceg leesett a lováról és szörnyethalt. A rákövetkező évben Csia Ji (Jia Yi) alig harminchárom évesen önkezével vetett véget az életének, állítólag a herceg halála miatti mardosó felelősségérzete miatt.

## Művei
Csia Ji (Jia Yi)t korai halála ellenére is, a maga után hagyott művei alapján a Han-kori irodalom kiemelkedő művészei között tartják számon. Az i. e. 2. és 3. század költeményeit tartalmazó Csu (Chu) elégiáiból kisarjadó fu-költészetet a Han-korban oly nagyra értékelték, hogy alig akadt olyan híresebb kötő, író, aki ne próbálkozott volna meg vele. Közülük is a legkiemelkedőbb Csia Ji (Jia Yi) volt, akinek műveit a hunani száműzetés idején a nagy előd, Csü Jüan (Qu Yuan) költészete ihlette.
Csia Ji (Jia Yi)nek a korabeli kínai nyelvű prózairodalom kiteljesedésében is jelentős szerepe volt. A beadványaiban használt prózai stílus egyaránt alkalmasnak bizonyult a szövegmagyarázatok, elbeszélések és értekezések írására. Ez volt az a jellemzően élénk, választékosan tömör, hajlékony és kifejező nyelvezetű prózastílus, amelyet majd a Tang-dinasztia idején többek között Liu Cung-jüan (Liu Zongyuan) és Han Jü (Han Yu) vissza szerették volna állítani, s amelyet a Ming- és Csing (Qing)-kor írói is igyekeztek utánozni.